# Alpaka
Das Alpaka (Vicugna pacos), auch Pako, ist eine aus den südamerikanischen Anden stammende, domestizierte Kamelart, die vorwiegend wegen ihrer Wolle gezüchtet wird. Der Bestand an Alpakas in Peru liegt bei etwa 3,5 Millionen Tieren, was ca. 80 Prozent des weltweiten Bestandes ausmacht.

## Merkmale
Es gibt zwei Alpakatypen, das Huacaya und das Suri. Ihr Fell unterscheidet sich in der Struktur der Faser (Wolle): Das Huacaya-Alpaka hat eine feine, gleichmäßig gekräuselte Faser und einige Grannenhaare (Deckhaare). Das Suri-Alpaka hingegen hat keine Kräuselung in der Faser, das Haar bildet gelockte, gerade Strähnen, die am Tier herabhängen. Dadurch wirken Suris oft schmaler als Huacayas. 
Wie bei allen Kamelen ist der Körperbau der Alpakas durch relativ langgestreckte, schlanke Beine, einen langen, dünnen Hals und einen kleinen, pyramidenförmigen Kopf charakterisiert. Als Neuweltkamele haben sie keinen Höcker. Sie sind etwas kleiner als Lamas und erreichen durchschnittliche Widerristhöhen von 80 bis 100 cm. Mit einem Gewicht von etwa 55 bis 65 Kilogramm sind vor allem die Stuten deutlich leichter als Lamas, Hengste können jedoch bis zu 80 Kilogramm schwer werden. Die Fellfarben der Tiere reichen von Reinweiß über Beige zu allen Braun- und Rotbrauntönen bis hin zu Grauabstufungen und Tiefschwarz. Es gibt außerdem mehrfarbige, gescheckte Tiere in vielen Variationen.
Die Lebenserwartung eines Alpakas liegt zwischen 20 und 25 Jahren.

## Lebensweise

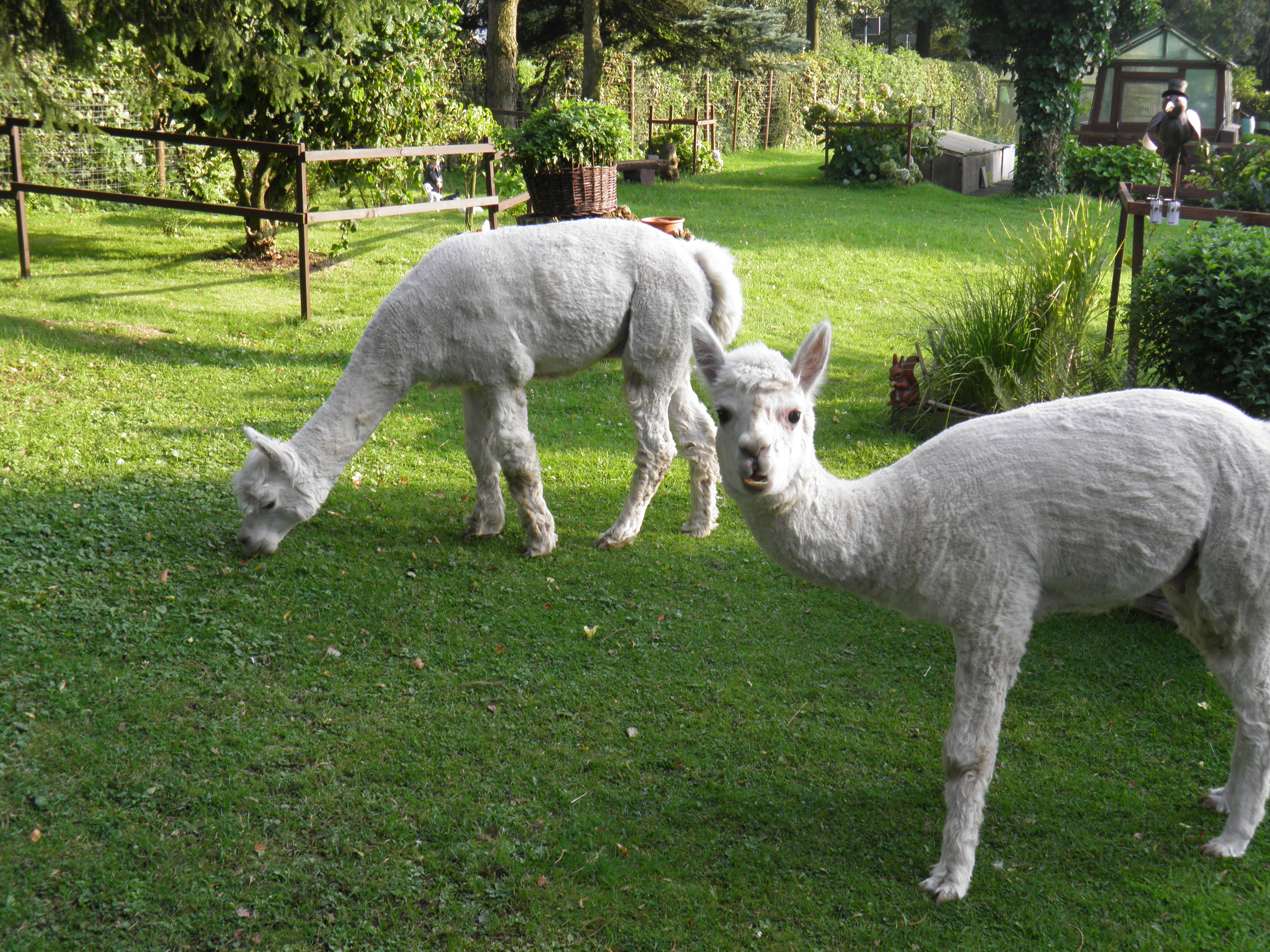
Grasende Alpakas in Lennep (Remscheid)

Alpakas sind wie alle Kamele soziale Tiere (Herdentiere) und fühlen sich in Gruppen am wohlsten. Sie sind Pflanzenfresser und ernähren sich fast ausschließlich von Gräsern. Wie alle Kamele haben sie einen dreiteiligen Magen, der das Verdauen der Pflanzennahrung erleichtert. Auch verfügen sie nicht über obere Schneidezähne, sondern eine Kauplatte.

## Fortpflanzung
Die Ovulation bei der Alpakastute wird erst durch den Deckakt ausgelöst (provozierte Ovulation). Damit sind Alpakastuten das ganze Jahr über fähig, erfolgreich gedeckt zu werden und nicht an eine bestimmte Jahreszeit oder Saison gebunden.
Die Tragzeit beträgt 340 bis 345 Tage, danach bringt die Stute meist ein einzelnes Jungtier – in Südamerika Cria genannt – zur Welt. Die Jungtiere werden sechs bis acht Monate lang gesäugt und erreichen nach einem bis zwei Jahren die Geschlechtsreife. Es sind jedoch auch Früh- und Spätentwickler möglich.

## Systematik
Es war lange ungeklärt, wer der Vorfahr des Alpakas ist. Die gängige Lehrmeinung sah das Guanako als gemeinsamen Ahnen des Lamas und des Alpakas. Hierfür wurde unter anderem die Hirngröße des Alpakas angeführt: Haustiere hätten ein kleineres und leichteres Gehirn als die Wildform, und Alpakagehirne seien kleiner als Guanakogehirne, aber größer und schwerer als Gehirne vom Vikunja. Schon früh gab es jedoch auch Theorien, wonach das Alpaka vom Vikunja abstamme. Im Jahre 2001 wurden diese durch neue DNA-Untersuchungen bestätigt. Aus diesem Grund wurde der früher genutzte wissenschaftliche Name Lama pacos durch Vicugna pacos ersetzt.

## Alpaka und Mensch

### Geschichte

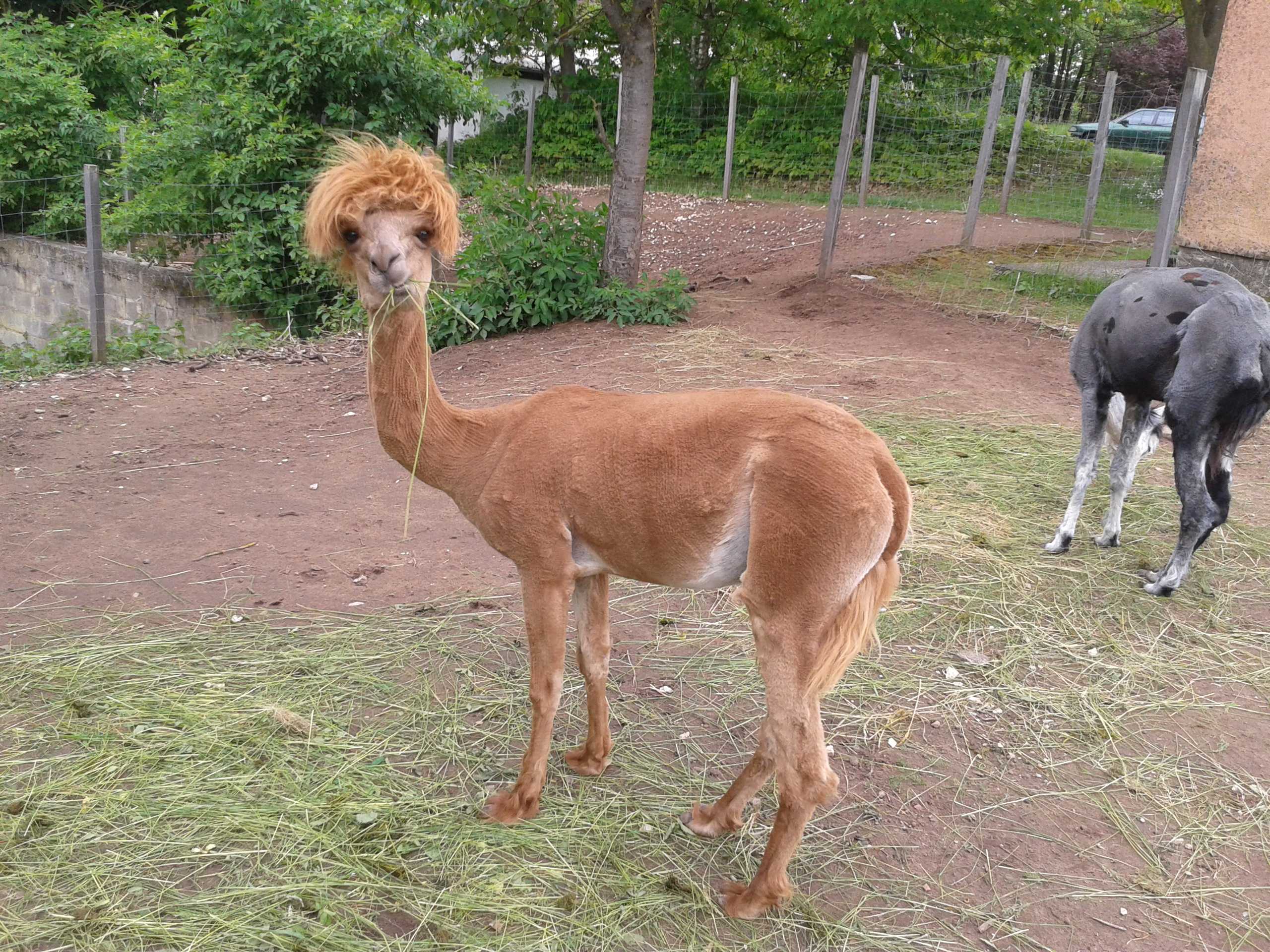
Geschorenes Alpaka

Die Domestizierung der Alpakas wie auch der Lamas setzte schon vor 6000 bis 7000 Jahren ein. Während das Lama den südamerikanischen Zivilisationen vor allem als Lasttier diente, wurde das Alpaka wegen seiner Wolle gezüchtet. Bei den Inka galt ein Alpakamantel als Zeichen des Wohlstands; allerdings war der herrschenden Kaste die noch feinere Wolle der Vikunjas vorbehalten. Die Inkas züchteten große Alpakaherden. Dies änderte sich mit der Eroberung Perus durch die Spanier, die Schafe mitbrachten und kein Interesse daran zeigten, die einheimischen Nutztiere zu erforschen. So wurde das Alpaka zum Nutztier der armen indigenen Bevölkerung und war zwischenzeitlich fast ausgestorben.

### Alpakazucht als Wirtschaftsfaktor
Erst mit der Unabhängigkeit der Staaten Südamerikas erkannte man erneut den Wert des Alpakas. Die Zucht wurde wieder aufgenommen und die Wolle in alle Welt exportiert. Heute gibt es etwa drei Millionen Alpakas, vorwiegend im südlichen Peru, dem westlichen Bolivien und Chile.
Unter ökonomischen Gesichtspunkten gelten heute „Neuweltkameliden“ in Nordamerika als „The World’s Finest Livestock Investment“, also die weltbeste Investition im Nutztierbereich. Auch in Europa werden zunehmend mehr Alpakas gehalten, allerdings nicht nur zur kommerziellen Züchtung, sondern auch als Hobby. Die Zuchttiere wurden anfänglich importiert, doch mittlerweile weisen die Alpakas in Europa die notwendige Qualität der Faser auf, und es gibt die Tendenz, mehr auf die Stammbäume zu achten. In Deutschland gab es 2018 etwa 20.000 Tiere, in der Schweiz rund 3800 (Stand 2019).
Alpakas werden in Europa wegen ihres ruhigen und friedlichen Charakters auch in der tiergestützten Therapie eingesetzt.
Im Zusammenhang mit einer Antikörper-Forschung bei Alpakas berichtete das Max-Planck-Institut von einer möglichen Therapie für Covid-Patienten. Die daraus entwickelten Nanobodies können die Erkrankung hemmen.

### Regelungen zur Alpakahaltung

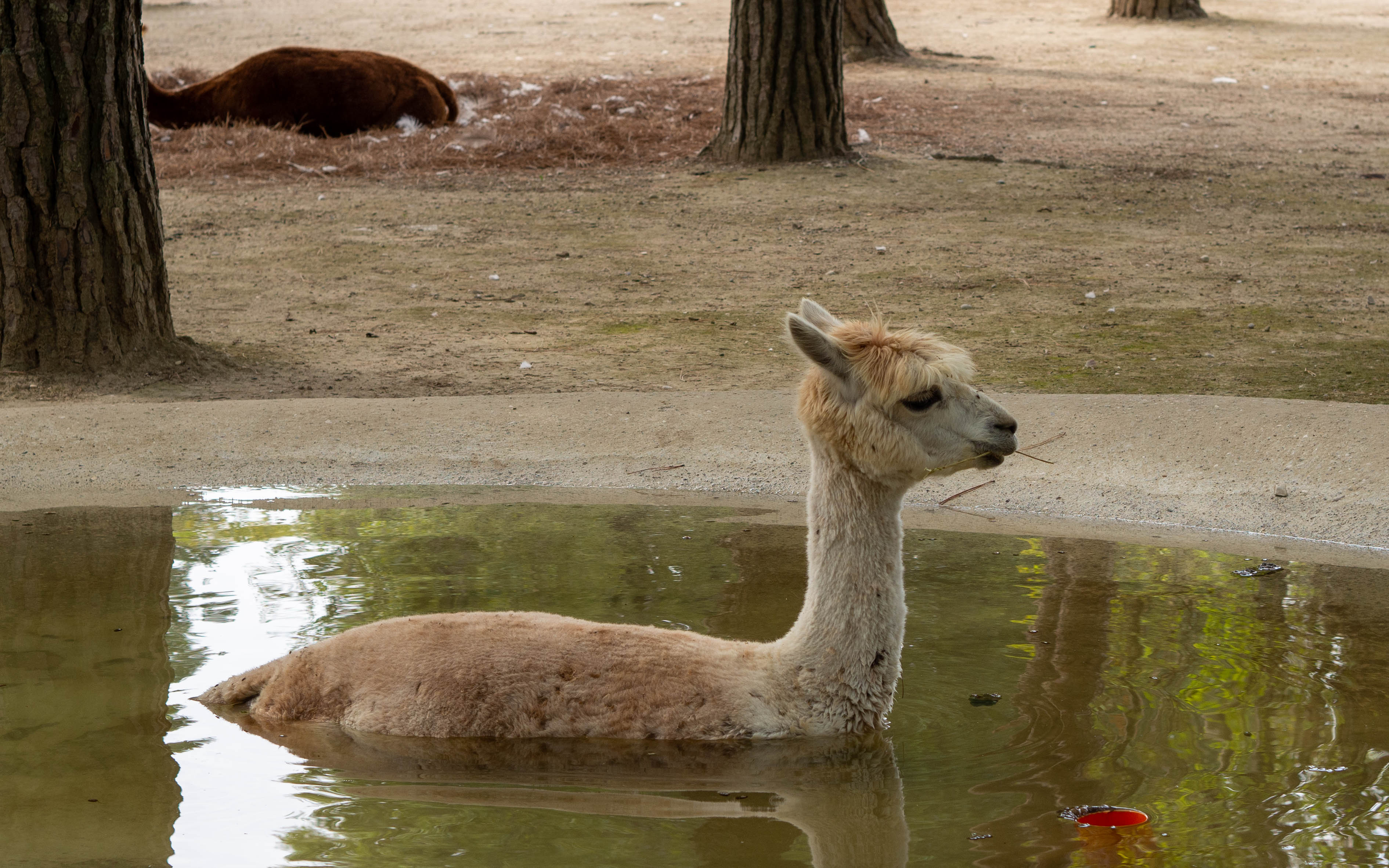
Badendes Alpaka im italienischen Parco Zoo Punta Verde

#### Deutschland
Von Rechts wegen werden in Deutschland gehaltene Alpakas in zwei Gruppen eingeteilt: solche, die für „landwirtschaftlichen Nutzen oder Erwerb“, und solche, die nicht zu diesem Zweck gehalten werden. Als „landwirtschaftliche Nutztiere“ sind Alpakas des ersten Typs seit 1996 durch § 51 Bewertungsgesetz anerkannt und damit beispielsweise mit Schafen oder Pferden gleichgesetzt. Voraussetzung ist eine artgerechte Haltung nach Maßgabe des Tierschutzgesetzes.
Alpakas dürfen aber auch von Privatpersonen ohne weitere Genehmigung als „Haustiere“ gehalten werden. Für diese domestizierten Tiere gilt § 11 des Tierschutzgesetzes, der unter anderem auch die private Haltung von Wirbeltieren wie Pferden, Hühnern, Schafen und Ziegen definiert, wenn diese nicht gewerblich eingesetzt werden. Halter müssen in dem Fall ein Mindestmaß an Sachkenntnis und räumlichen Gegebenheiten nachweisen können. Entsprechend des Paragraphen 45, Abschnitt 14 der Viehverkehrsverordnung (VVVO) muss zudem ein Bestandsbuch geführt werden, das die Anzahl der Tiere und die Medikamentenvergabe listet. Für die Haltung ist aber kein Sachkundenachweis vorzulegen, das Tier muss nicht in der Tierseuchenkasse versichert sein und auch nicht durch eine Registrierung oder einen Pass ausgewiesen werden können.
Für alle Alpaka-Halter gelten die Vorschriften, dass
- Tiere nicht allein gehalten werden dürfen,
- 1000 Quadratmeter Weidefläche für die ersten beiden Tiere, weitere 100 Quadratmeter für jedes weitere Tier zur Verfügung stehen und
- ein wetterfester Unterstand mit mindestens zwei Quadratmetern Platz pro Tier vorhanden ist (eine reine Stallhaltung ist nicht artgerecht).[13] Die Empfehlungen des Alpakazucht-Verbandes Deutschland (AZVD) zu einer artgerechten Haltung von Alpakas gehen über diese Mindestanforderungen hinaus.[14][15]

#### Schweiz
In der Schweiz unterliegt die Haltung von Alpakas gemäß Art. 57 und Art. 58 Tierschutzverordnung unter anderem folgenden Auflagen: Sie müssen mit Ausnahme von Hengsten ab Geschlechtsreife in Gruppen gehalten werden und für mehrere Stunden täglich Zugang zu einem Gehege im Freien haben. Hengste, die einzeln gehalten werden, müssen Sichtkontakt zu Artgenossen haben. Der Liegebereich muss mit Einstreu versehen werden. Im Außengelände muss eine Scheuermöglichkeit oder ein Wälzplatz vorhanden sein. Alpakas müssen jederzeit Zugang zu Wasser und zu Raufutter oder einer Weide haben. Auch in Polen werden vermehrt Tiere wegen ihrer Wolle gehalten.

### Fasergewinnung und -verarbeitung
Alpakas müssen entsprechend Art. 31 Abs. 3 der Nutz- und Haustier-Verordnung in ihrem Haarwachstum und -zustand geschoren werden, damit ihr Fell nicht verfilzt und es unter den Haaren nicht zu Hitzestau kommt. Als einzige Kamelart verlieren Alpakas ihr Fell nicht von alleine, es findet kein jahreszeitlicher Fellwechsel statt. Die Tiere werden deshalb einmal jährlich geschoren. Bei den Suri-Alpakas kann je nach Einsatz der Tiere das Schurintervall auf zwei Jahre angesetzt werden. Die Pflegeschur dient zur Regulation des Wärmehaushaltes in der heißen Jahreszeit.
Die Rohwolle kann zu hochwertigem Alpakagarn verarbeitet werden. Die Alpaka-Faser wird durch die Pflegeschur gewonnen. Die Alpaka-Faser ist eine weiche, seidig-glänzende Naturfaser. Im Vergleich zur Schafwolle ist sie wärmer, feiner und sie hat als einzige Wolle keinen Wollfettgehalt und kann deshalb auch von Menschen mit Wollallergie getragen werden. Die gesamte Verarbeitung der Alpaka-Faser wie das Vorbereiten, Kardieren, Spinnen, Weben und weitere Veredelungsverfahren sind den Verfahren der Schafwollverarbeitung sehr ähnlich. Der Faserertrag beim Scheren eines Tieres liegt bei drei bis sechs Kilogramm pro Tier und pro Jahr, davon sind jedoch nur etwa ein bis drei Kilogramm nutzbar.